# وینتسنس کیفر
وینتسنس کیفر (آلمانی: Vinzenz Kiefer؛ زادهٔ ۲۹ ژانویهٔ ۱۹۷۹) بازیگر اهل آلمان است.
از فیلم‌ها یا سریال‌های تلویزیونی که وی در آن نقش داشته است، می‌توان به گره بادر ماینهوف و جیسون بورن و هشدار برای کبرا ۱۱ اشاره کرد.